# Michael Johnson (futbolista)
Michael Johnson (24 de febrero de 1988, Urmston, Gran Mánchester, Inglaterra, Reino Unido) es un exfutbolista profesional británico. Fue internacional sub-21 por Inglaterra.

## Carrera
Johnson se formó como futbolista en las categorías infantiles del Everton FC. Hincha del Leeds United en su infancia, Johnson entró en el equipo reserva (nombre por el que denominan en las islas británicas a los equipos filiales de los clubes) del Manchester City en 2004.
Michael debutó en la Premier con el City el 21 de octubre de 2006 en un partido contra el Wigan Athletic. Desde entonces el joven futbolista recibió numerosas ofertas, entre ellas dos de los equipos de Liverpool, el Everton (dónde ya estuvo al jugar en etapa infantil)
 y el Liverpool FC. El 8 de mayo de 2008 volvieron a interesarse por el futbolista equipos como el Tottenham, Arsenal y nuevamente Liverpool, y se habló de que estos clubes podían llegar a pagar unos 12 millones de libras. El Arsenal pretendía que Johnson ocupase el puesto dejado por Mathieu Flamini, pero los gunners ficharon a Samir Nasri, y el Liverpool dejó a Michael en un segundo plano ya que Rafa Benítez pretendía a Gareth Barry.
Finalmente y pese a las ofertas, Michael renovó su contrato con el City hasta 2013.
El 30 de agosto se hizo oficial la cesión de Johnson al Leicester de la segunda división inglesa siendo una petición expresa de  Sven Goran Eriksson ya que lo conocía cuando estuvo entrenando a los Sky Blues.
En enero de 2013, el jugador llega a un acuerdo con el Manchester City para romper el contrato que les unía.

## Clubes
| Club                    | País       | Año       |
| ----------------------- | ---------- | --------- |
| Manchester City         | Inglaterra | 2006-2012 |
| Leicester City (cedido) | Inglaterra | 2011-2012 |